# Sanctuaire anglican de Walsingham
Pour les articles homonymes, voir Sanctuaire Notre-Dame-de-Walsingham.
Ne doit pas être confondu avec Sanctuaire catholique Notre-Dame-de-Walsingham de Houghton Saint Giles.
Le sanctuaire Notre-Dame-de-Walsingham de Walsingham est un sanctuaire de l'Église d'Angleterre (anglicane) construite en 1938 à Walsingham, dans le Norfolk en Angleterre. Walsingham est le site des apparitions mariales présumées à Richeldis de Faverches (en) en 1061. À la suite de ces « apparitions », un premier sanctuaire y est construit par la voyante. La Vierge Marie était donc vénérée sur ce site sous le titre de Notre-Dame de Walsingham.
Le sanctuaire original, construit au XIIe siècle est détruit par Henri VIII en 1538. L'Église anglicane reconstruit un nouveau sanctuaire en 1938. Celui-ci se développe parallèlement au sanctuaire catholique Notre-Dame-de-Walsingham de Houghton Saint Giles (en) — un village voisin — construit dans la même période.
Ce sanctuaire accueille chaque année le pèlerinage annuel de l’Église anglicane à la fin du mois de mai. Il accueille également un grand nombre de pèlerins catholiques qui viennent y prier « Notre-Dame de Walsingham ».

## Historique

### Notre-Dame de Walsingham
Notre-Dame de Walsingham est un titre de la Bienheureuse Vierge Marie vénérée tant par les catholiques, les chrétiens orthodoxes de rite occidental que par certains anglicans. Cette vénération est liée aux apparitions mariales rapportées par Richeldis de Faverches (en), une noble et pieuse dame anglaise, en 1061 dans le village de Walsingham, dans le comté de Norfolk (Angleterre). Lady Richeldis aurait fait construire un bâtiment nommée « La Sainte Maison » ((en) The Holy House) à Walsingham, lieu qui est devenu plus tard un sanctuaire et un lieu de pèlerinage,.
Un siècle plus tard, cette Sainte Maison est transmise à des chanoines réguliers de saint Augustin qui l'intègrent dans le prieuré à Walsingham. Ce prieuré et lieu de pèlerinage connaît un développement florissant avec de nombreuses visites royales. Au XVIe siècle, lors de la Réforme anglaise initiée par Henri VIII, le sanctuaire est détruit et le culte à la Vierge de Walsingham interdit,.

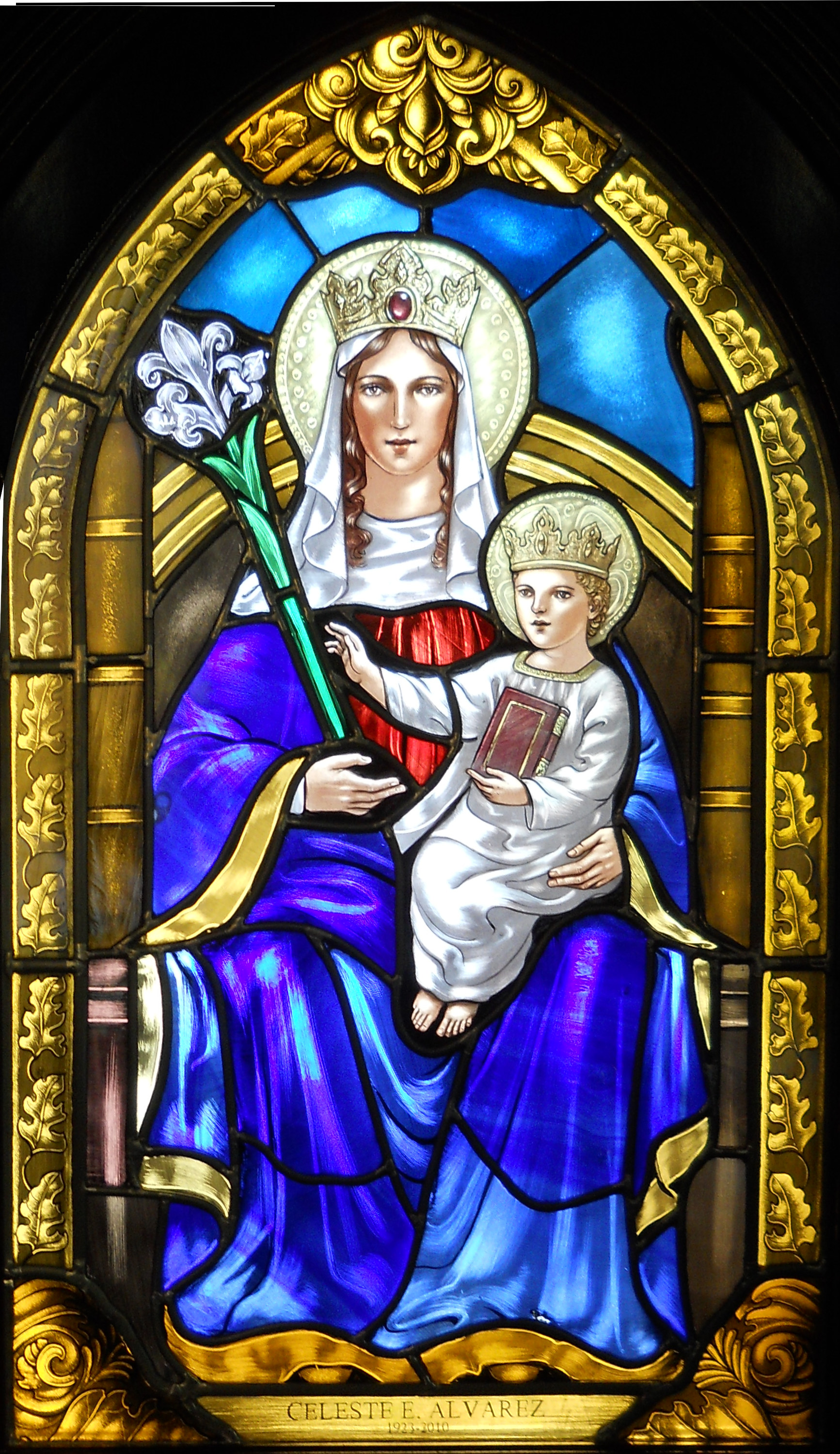
Vitrail de ND de Walsingham, Jensen Beach (Floride).
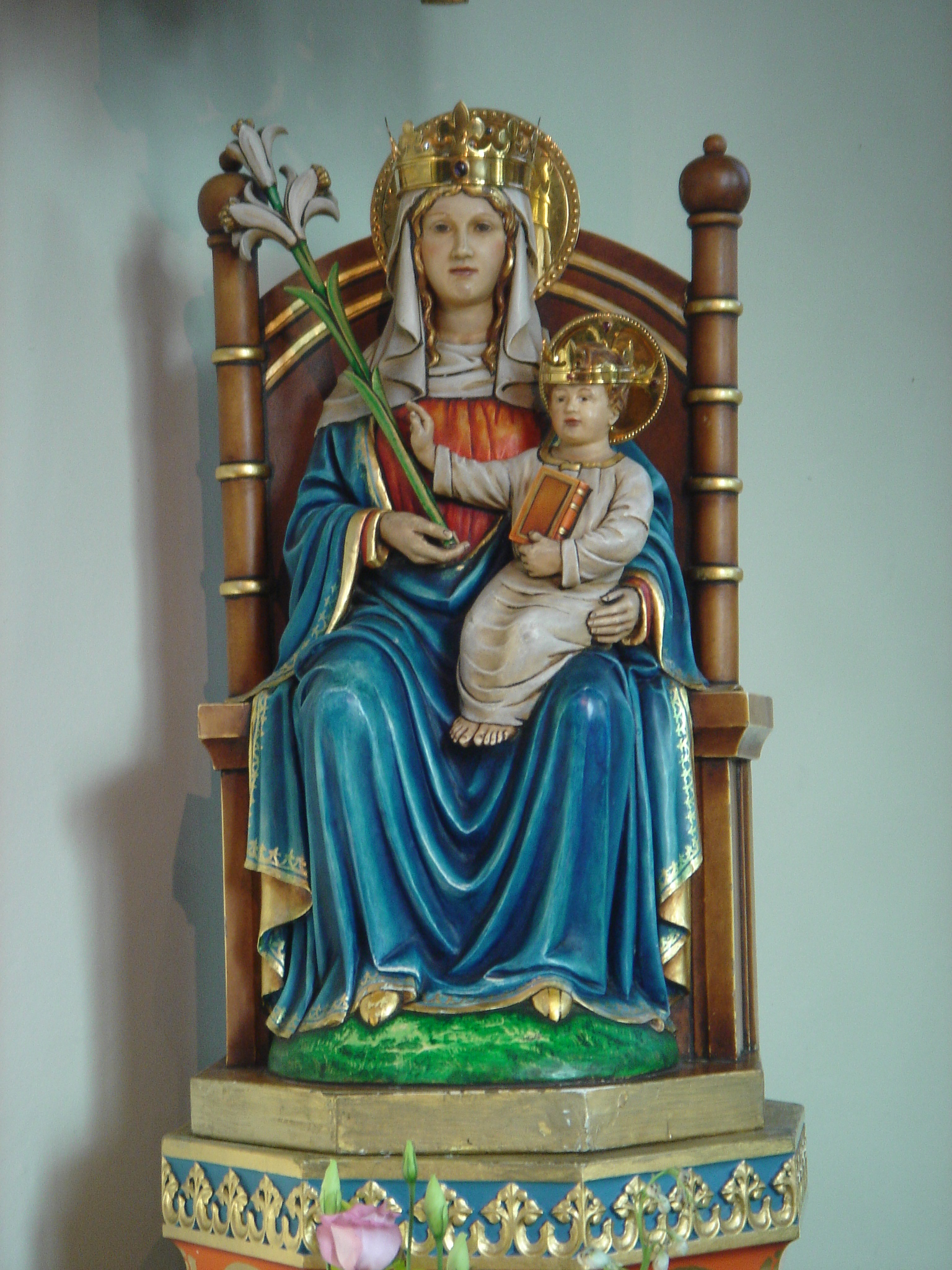
Statue dans la chapelle Slipper (Grande-Bretagne).
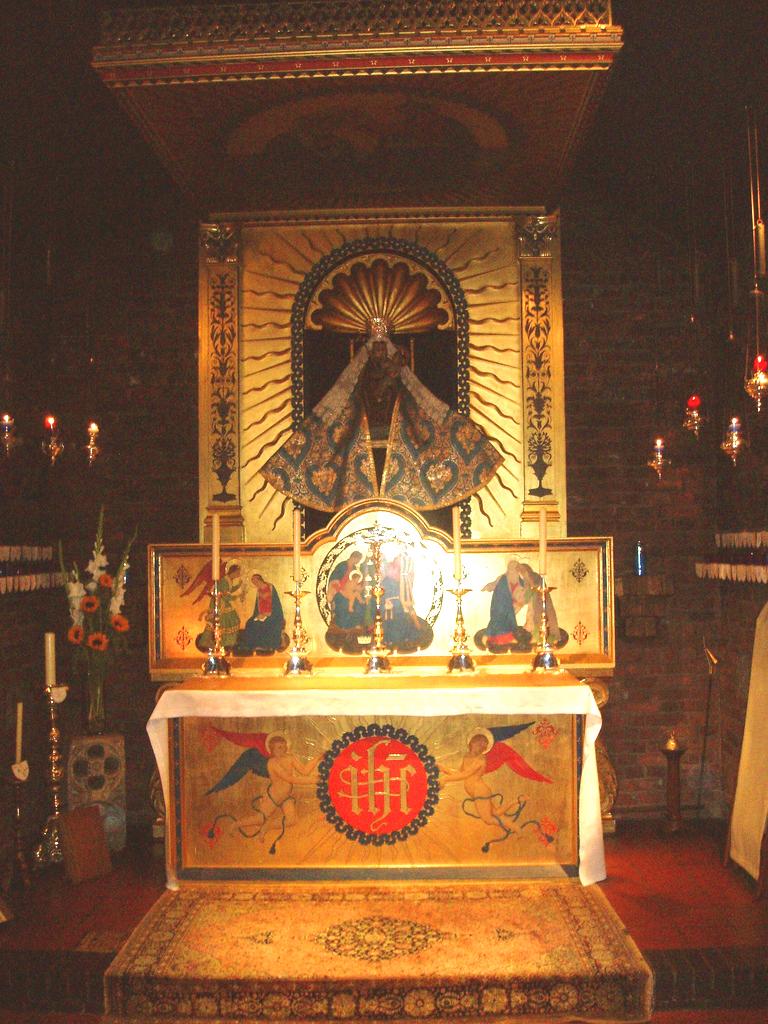
Statue de la Vierge dans le sanctuaire anglican.

### Le sanctuaire

#### Les prémices

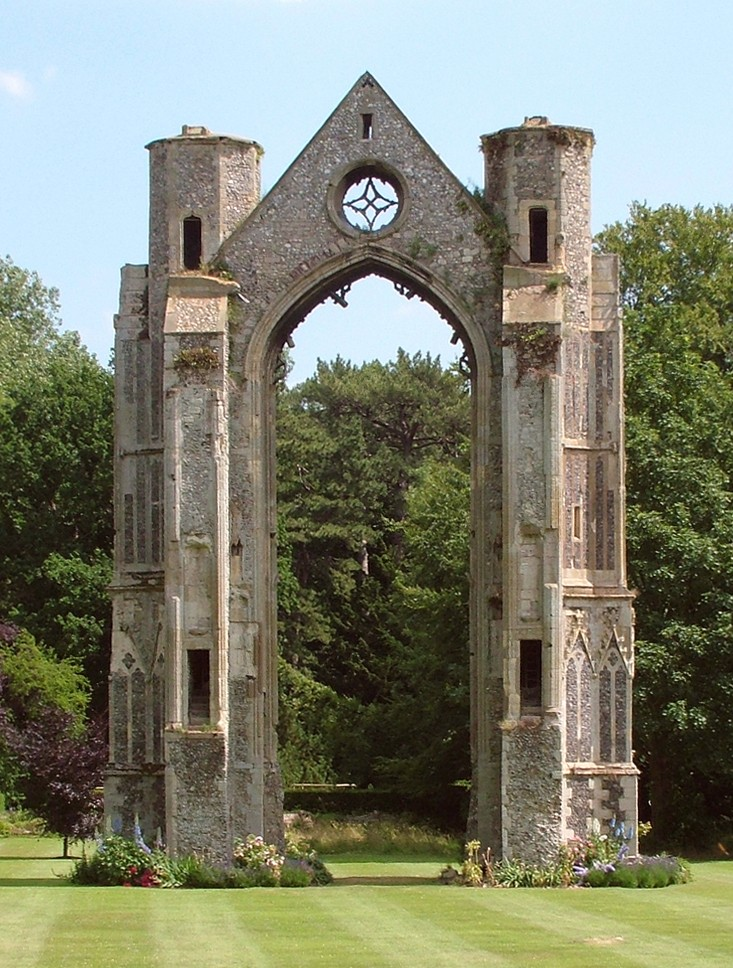
Ruines de l'ancien prieuré.

Sous l'impulsion de fidèles catholiques, le culte à Notre-Dame de Walsingham renaît à la fin du XIXe siècle. D'abord dans l'église paroissiale de la ville de King's Lynn, puis à partir de 1934 dans la chapelle Slipper située à Walsingham, à un mile seulement du sanctuaire original.
En 1921, Alfred Hope Patten devient le vicaire anglican de Walsingham. Étant un anglo-catholique fervent, Hope Patten installe une image de Notre-Dame de Walsingham dans l'église paroissiale anglicane Sainte-Marie. Dans les années suivantes, les visites de la statue (dans son église) gagnent en popularité, jusqu'à ce que des milliers d'anglo-catholiques viennent chaque année prier dans l'église et se rassembler autour de cette statue. Mais l'évêque anglican de Norwich demande au pasteur de retirer l'image de son église paroissiale. Celui-ci construit alors une nouvelle réplique de « la Sainte Maison » de l'autre côté des ruines du prieuré et il y installe la statue. Le sanctuaire de la Vierge de Walsingham est reconstruit a une centaine de mètres de son lieu d'origine, mais sous l'autorité de l'Église anglicane.

#### La nouvelle construction

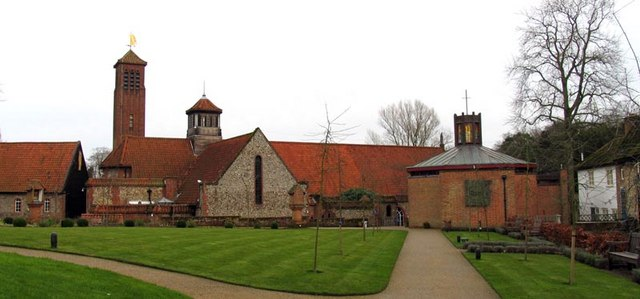
Vue du sanctuaire également appelé le petit Walsingham.

Tout au long des années 1920, le flot de pèlerins grossissant amène à l'ouverture de « l'Hospice des Pèlerins ». En 1931, une nouvelle « Maison Sainte » est construite à l'intérieur de l'église de pèlerinage. Cette maison est consacrée et une nouvelle statue de « Notre-Dame de Walsingham » y est installée lors d'une grande fête. En 1938, cette église est agrandie pour former le sanctuaire anglican Notre-Dame-de-Walsingham. L'église agrandie est bénie le lundi de Pentecôte, et par la suite un pèlerinage a eu lieu chaque année ce jour-là.
Durant la Seconde Guerre mondiale, Walsingham est une zone restreinte fermée aux visiteurs. Après la fin de la guerre, le 17 mai 1945, les forces américaines (présentes sur place) organisent la première messe dans le domaine du prieuré depuis la Réforme.
Le père Patten, vicaire de Walsingham, est également le prêtre administrateur du sanctuaire anglican jusqu'à sa mort en 1958. Le révérend John Colin Stephenson le remplace comme administrateur du sanctuaire.
L'église du sanctuaire est agrandie dans les années 1960.

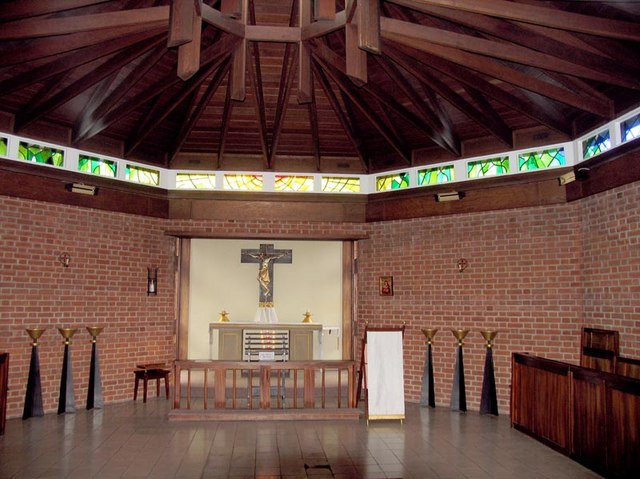
Intérieur de la chapelle.
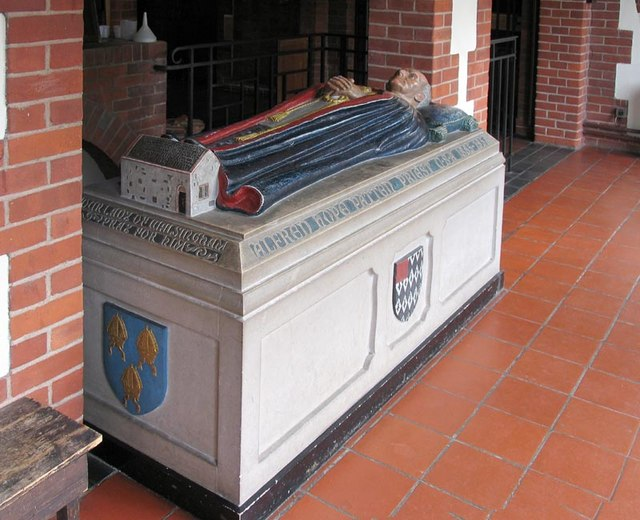
Tombeau du pasteur Alfred Hope Patten.
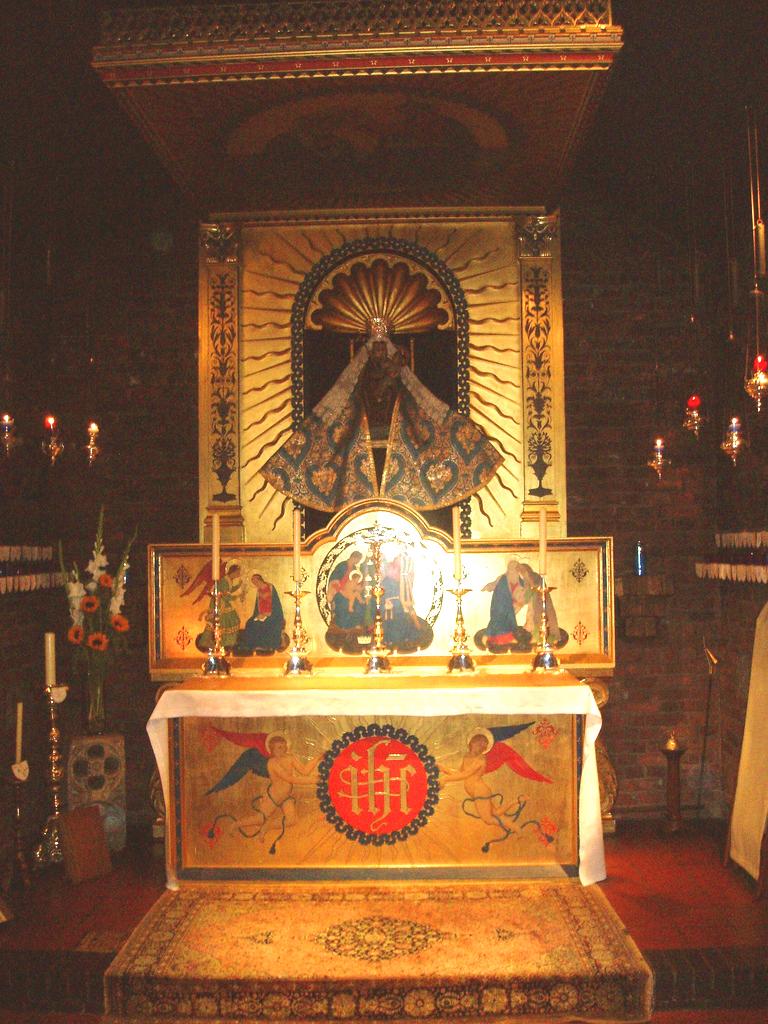
Statue de la Vierge dans la Sainte Maison du sanctuaire de Walsingham.

## Description

### Le Sanctuaire

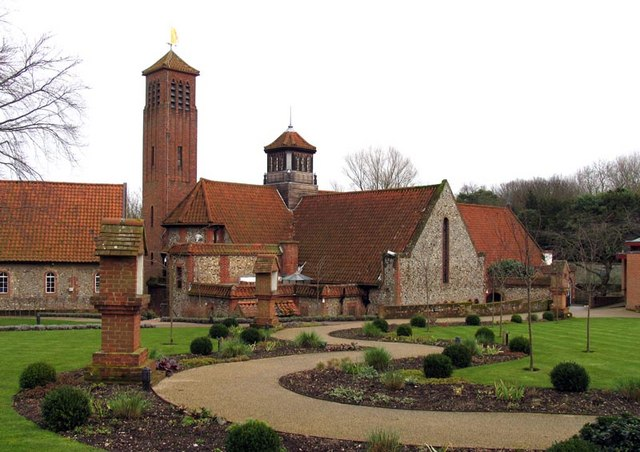
Vue du sanctuaire.

Le sanctuaire comprend l'église du sanctuaire, des jardins, plusieurs chapelles, un réfectoire, un café, une boutique du sanctuaire, un centre d'accueil, la salle des pèlerins, une orangeraie, le collège (accueil des prêtres associés lorsqu'ils sont en résidence) et un grand nombre de blocs résidentiels différents pour l'hébergement des pèlerins.
L'eau du puits situé près de l'église est connue pour « ses propriétés curatives » ; l'acte de recevoir l'eau du puits sacré s'accompagne souvent de l'imposition des mains et de l'onction du fidèle. Les pèlerins ramènent ainsi régulièrement de l'eau du puits chez eux pour la distribuer à leur famille, amis et paroissiens.
Enid Chadwick (en) a contribué à la réalisation de plusieurs œuvres d'art présentes dans le sanctuaire.

### Communautés religieuses et organisation
Au-delà du personnel (qui comprend une communauté de résidents et du personnel de jour externe), un certain nombre de groupes sont officiellement associés à la vie du sanctuaire. Ceux-ci incluent :
- L'Association des prêtres associés de la Sainte Maison : fondée en 1931, c'est une association de prêtres qui s'engagent à offrir la messe pour le sanctuaire et qui bénéficient de certains privilèges au sanctuaire ; le Supérieur Général de l'Association est, ex officio, le Prêtre Administrateur du Sanctuaire ; depuis décembre 2011, l'adhésion à part entière est également disponible pour les diacres, en tant que diacres associés de la Sainte Maison ; elle compte environ 2 000 membres[12]. L'adhésion est ouverte aux prêtres hommes de toute Église en communion avec le Siège de Cantorbéry, et aux diacres hommes et femmes de ces églises. Un insigne de membre est porté, distingué par un fond d'émail bleu foncé pour les prêtres et bleu clair pour les diacres.
- La Société Notre-Dame de Walsingham, dont les membres se réunissent dans groupes locaux répartis dans le monde entier et qui prient pour la vie du sanctuaire ; cette société a été fondée en 1925 ; le Supérieur général de la Société est, ex officio, le prêtre administrateur du Sanctuaire ; les membres s'engagent à réciter quotidiennement l'Angélus, comme acte de mémoire du Sanctuaire[13].
- L'Ordre de Notre-Dame de Walsingham, fondé en 1953, ses membres (à l'origine appelés « dames » pour les femmes, « clercs » pour les prêtres ou « clercs laïcs » pour les hommes laïcs) sont admis en récompense du service rendu au sanctuaire ; ils ont des privilèges spéciaux à Walsingham et se réunissent en chapitre annuel ; depuis 2000, les femmes et les hommes, laïcs ou ordonnés, sont simplement appelés « membres » de l'ordre ; les insignes précédemment complexes ont également été remplacés par une simple croix et une collerette pour tous les membres[14]. Le nombre de membres est limité à environ 60 personnes.
- Le Collège des Gardiens du Sanctuaire, qui détient la responsabilité capitulaire de la gouvernance du Sanctuaire ; il y a 20 Gardiens, ordonnés et laïcs, dont l'un est élu Maître des Gardiens ; ils ont des insignes distinctifs, y compris une collerette et une étoile, et un manteau de velours bleu ; ils sont fiduciaires du Sanctuaire et de son organisme de bienfaisance ; en plus de ces 20 personnes, il y a aussi un petit nombre de Gardiens honoraires[15].

## Notoriété

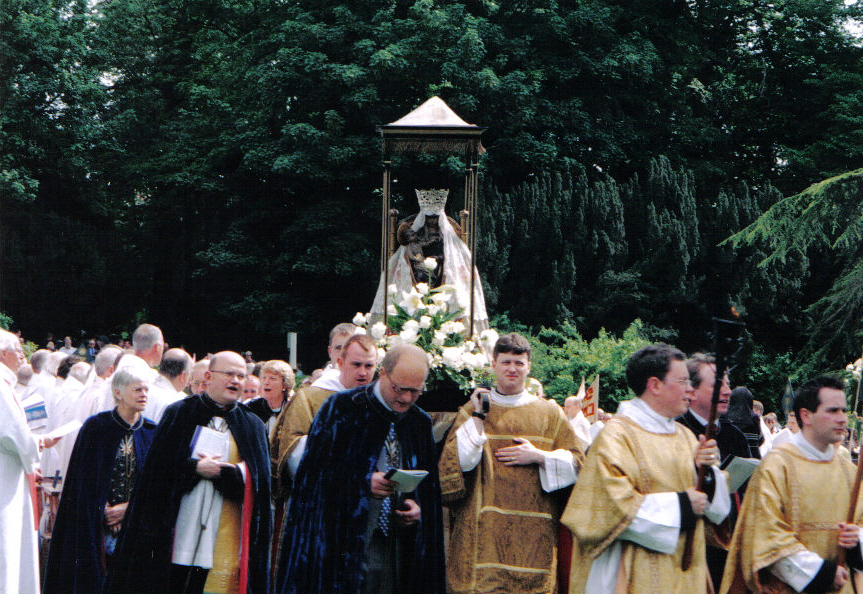
Pèlerinage anglican à Notre-Dame.

En 1938 se déroule le premier pèlerinage national de l’Église anglicane au sanctuaire de Walsingham. Celui-ci va être répété tous les ans, le lundi de Pentecôte. En 1959, ce pèlerinage annuel prend le nom de pèlerinage national (en). En 1971, le jour de la célébration passe du lundi de Pentecôte au dernier lundi du mois de mai. Il prend le nom de « Pèlerinage de la Pentecôte », même s'il ne tombe pas tous les ans le jour du lundi de Pentecôte.
Régulièrement, des pèlerins catholiques se rendent en pèlerinage dans ce sanctuaire marial, depuis la chapelle Slipper. Ainsi, en 1980, 10 000 catholiques ont accompagné le cardinal Hume et ses évêques au sanctuaire anglican de Walsingham. Walsingham est ainsi un lieu d'œcuménisme chrétien.

### Sources
- (en) Cet article est partiellement ou en totalité issu de l’article de Wikipédia en anglais intitulé « Anglican Shrine of Our Lady of Walsingham » (voir la liste des auteurs).